# Jean-Baptiste Bréval
Jean-Baptiste Sebastien Bréval (Parigi, 6 novembre 1753 – Colligis-Crandelain, 18 marzo 1823) è stato un compositore e violoncellista francese.
Ha scritto principalmente repertorio per il suo strumento, e molte volte ha eseguito direttamente lui le prime delle sue composizioni. Ciononostante, le sue composizioni sono attualmente poco eseguite, con l'eccezione forse delle sue sonate per violoncello in particolare l'Op. 40.

## Biografia
Bréval nacque a Parigi e studiò violoncello con Jean-Baptiste Cupis. Dal 1774 sappiamo che fu, per certo, un insegnante di violoncello. Nel 1775 pubblicò la sua opus 1, sei quartetti per archi concertanti. Nel 1776, divenne membro della «Société Académique des Enfants d'Apollon». Suonando una delle sue sonate per violoncello ad uno dei Concert Spirituel nel 1778, divenne famoso e entrò a far parte attivamente della sua orchestra dal 1781 al 1791, e dal 1791 al 1800 suonò nell'orchestra del Théâtre Feydeau.
Successivamente fu coinvolto nell'organizzazione dei «Concerts de la rue de Cléry» entrò a far parte dell'orchestra dell'Opéra National de Paris, da cui uscì nel 1814. Bréval morì a Colligis, Aisne.

## Composizioni
Fra il 1775 e il 1805 le composizioni di Bréval furono in larga parte strumentali. La sua musica rifletteva un amore per melodie armoniose e ritmi energetici tipici della musica del contesto parigino.  Le sue ultime opere, come la Sinfonia concertante per clarinetto, corno e fagotto, Op.  38, mostra diversità e sperimentazione. I suoi concerti, scritti per essere eseguiti da lui stesso, furono influenzati da Giovanni Battista Viotti che utilizzava una precisa organizzazione tematica alternata a passaggi virtuosistici.
Bréval è principalmente conosciuto per la sua Sonata in do maggiore Op. 40, n. 1, che è fra i classici della letteratura scolastica per violoncello, spesso una delle prime sonate che affronta uno studente di violoncello. Di questa sonata esistono numerose trascrizioni, fra cui una per viola, e una per clarinetto basso.
Bréval scrisse sinfonie, sette concerti per violoncello, quattro sonate per violoncello, molta musica da camera fra cui cinque duetti per violoncello, e un'opera comica. Forse il suo lavoro più influente fu il suo Traité du Violoncelle (1804), un metodo per violoncello, fra i primi trattati sistematici sul violoncello.

### Musica sinfonica
Sinfonie concertanti (soli i solisti sono listati):
- 2 sinfonie come Op. 4 (1777), n. 1, 2 violini, viola obbl, violoncello in Andante, n. 2, 2 violini, violoncello obbl;
- 2 sinfonie come Op. 11 (1783), n. 1, 2 violini, n. 2, 2 violini, violoncello;
- Sinfonia Op. 30, oboe, corno (c1789), perduta;
- Sinfonia Op. 31, flauto, fagotto (c1790), forse arr. di Devienne dell'Op. 30;
- Sinfonia Op. 33, violini, viola (c1792), perduta;
- Sinfonia Op. 38, clarinetto, corno, fagotto (c1795);
- Sinfonia per violino e violoncello, eseguito al Paris, Concert Spirituel, 1787;
- Sinfonia per 2 violoncelli, eseguito al Paris Conservatoire, 1800

Concerti per violoncello:
- n. 1, la, Op. 14 (1784);
- n. 2, re, Op. 17 (1784);
- n. 3, fa, Op. 20 (1785);
- n. 4, do, Op. 22 (1786);
- n. 5, Op. 24 (1786);
- n. 6, do, Op. 26 (1786);
- n. 7, la, Op. 35 (c1794)

### Musica da camera
Quartetti:
- 6 quatuors concertants, 2 violin, viola, bass, Op. 1 (1775);
- 6 quatuors concertants et dialogués, violin/flute, violin, viola, bass, Op. 5 (1778);
- 6 quatuors concertants et dialogués, 2 violins, viola, bass, Op. 7 (1781);
- 6 quatuors concertants et dialogués, 2 violins, viola, bass, Op. 18 (1785);
- Quatuors in dis, fagotto, viola, violoncello, contrabbasso, CZ-Pnm

Trii:
- 6 trios concertants et dialogués, violin, viola, violoncello, Op. 3 (1777);
- 6 per (flute, violin, violoncello)/(2 violins, bass), Op. 8 (1782);
- 6 trio … concertants et dialogués, violin, viola, violoncello, Op. 27 (c1786), ? 3 as Op. 32 (London, n.d.);
- 3 per violin, violoncello obbl, doublebass, Op. 39 (c1795)

Duetti:
- 2 violini: 6 come Op. 6 (1780), arr. 2 violini o violino e violoncello (London, n.d.);
- 6 as Op. 10 (1783), arr. 2 violins/violin, violoncello (London, n.d.);
- 6 per 2 violini o violino e violoncello, Op. 19 (1785);
- 6 per 2 violini o violino e violoncello, Op. 23 (1786), perduto,
- 6 duetti Op. 29 (c1783), perduti; 6 as Op. 32 (c1791);
- 6 duetti Op. 34 (c1794), ?perduti, arr. 2 violins/(violin, violoncello)/2 violoncello as Op. 35 (London, n.d.);
- 6 duetti Op. 37 (c1795), perduti;
- 6 duos concertantes, 2 violini o violino e violoncello, Op. 41 (c1798), numeri 3, 5, 6 come duetti (London, n.d.)

Altri duetti:
- 6 per 2 violoncelli, Op. 2 (1783);
- 6 per violino e viola, Op. 15 (1784);
- 6 per 2 flauti, Op. 16 (1784);
- 6 duos faciles, violin, violoncello/fagotto, Op. 21 (1785), ? anche 6 duos, violin, violoncello, Op. 1 (Berlin, n.d.);
- 6 duos … pour faciliter l'étude des différentes clefs, 2 violoncellos, Op. 25 (1786)

Sonate:
- 6 per violoncello/violin, b, Op. 12 (1783), also as Op. 2 (Berlin and Amsterdam, n.d.),
- 6 sonate per violoncello solo, Op. 10 (London, n.d.);
- 6 sonate per violoncello Op. 28 (1787);
- 6 sonate per violoncello Op. 40 (c1795)

### Altre composizioni
- Inès et Léonore, ou La sœur jalouse (oc, 3, Gautier, after Caldéron), Reggia di Versailles, 14 Nov 1788 (1789);
- ov. arr. pf, J.B. Cramer (1790) À ma marraine, air populaire avec paroles nouvelles, 1v unacc., F-Pn
- Airs variés: Les nocturnes, ou 6 airs variés, violin, violoncello, Op. 9 (1782), as 6 Favorite Airs with Variations (London, n.d.);
- Air de Marlborough (cello, doublebass)/(violin, violoncello) Op. 13 (1783);
- Petits airs variés, hpd, Op. 36 (c1795), perduti;
- 12 petits airs, violoncello (1799), ?arr. of Op. 36

## Trattati
Traité du violoncelle, Op. 42 (1804), partial English translation (?1810)